# Campionati mondiali di lotta 2014
I campionati mondiali di lotta 2014 si sono svolti dall'8 al 14 settembre 2014 a Tashkent, in Uzbekistan.

## Medagliere
| Posiz. | Nazione        | Oro | Argento | Bronzo | Totale |
| ------ | -------------- | --- | ------- | ------ | ------ |
| 1      | Russia         | 6   | 4       | 5      | 15     |
| 2      | Giappone       | 4   | 2       | 0      | 6      |
| 3      | Armenia        | 2   | 0       | 0      | 2      |
| 4      | Iran           | 1   | 4       | 4      | 9      |
| 5      | Turchia        | 1   | 3       | 5      | 9      |
| 6      | Azerbaigian    | 1   | 3       | 3      | 7      |
| 7      | Stati Uniti    | 1   | 1       | 4      | 6      |
| 8      | Cuba           | 1   | 1       | 2      | 4      |
| 9      | Germania       | 1   | 1       | 0      | 2      |
| 10     | Mongolia       | 1   | 0       | 3      | 4      |
| 10     | Ucraina        | 1   | 0       | 3      | 4      |
| 12     | Corea del Nord | 1   | 0       | 2      | 3      |
| 12     | Ungheria       | 1   | 0       | 2      | 3      |
| 14     | Francia        | 1   | 0       | 0      | 1      |
| 14     | Serbia         | 1   | 0       | 0      | 1      |
| 16     | Svezia         | 0   | 1       | 1      | 1      |
| 17     | Brasile        | 0   | 1       | 0      | 1      |
| 17     | Croazia        | 0   | 1       | 0      | 1      |
| 17     | Georgia        | 0   | 1       | 0      | 1      |
| 17     | Polonia        | 0   | 1       | 0      | 1      |
| 21     | Bielorussia    | 0   | 0       | 3      | 3      |
| 22     | Lettonia       | 0   | 0       | 2      | 2      |
| 22     | Uzbekistan     | 0   | 0       | 2      | 2      |
| 24     | Canada         | 0   | 0       | 1      | 1      |
| 24     | Estonia        | 0   | 0       | 1      | 1      |
| 24     | Lituania       | 0   | 0       | 1      | 1      |
| 24     | Moldavia       | 0   | 0       | 1      | 1      |
| 24     | Norvegia       | 0   | 0       | 1      | 1      |
| 24     | Ungheria       | 0   | 0       | 1      | 1      |
| Total  | Total          | 24  | 24      | 48     | 96     |

## Classifica squadre
| Class | Lotta libera maschile | Lotta libera maschile | Lotta Greco-Romana | Lotta Greco-Romana | Lotta libera femminile | Lotta libera femminile |
| Class | Squadra               | Punti                 | Squadra            | Punti              | Squadra                | Punti                  |
| ----- | --------------------- | --------------------- | ------------------ | ------------------ | ---------------------- | ---------------------- |
| 1     | Russia                | 62                    | Iran               | 42                 | Giappone               | 55                     |
| 2     | Iran                  | 45                    | Russia             | 36                 | Russia                 | 48                     |
| 3     | Turchia               | 41                    | Turchia            | 34                 | Stati Uniti d'America  | 41                     |
| 4     | Azerbaigian           | 36                    | Azerbaigian        | 32                 | Ucraina                | 29                     |
| 5     | Cuba                  | 31                    |                    |                    | Svezia                 | 27                     |
| 6     | Mongolia              | 29                    |                    |                    | Mongolia               | 24                     |
| 7     | Bielorussia           | 28                    |                    |                    | Polonia                | 22                     |
| 8     | Georgia               | 23                    |                    |                    | Azerbaigian            | 18                     |
| 9     | Ucraina               | 20                    |                    |                    | Canada                 | 16                     |
| 10    | Stati Uniti           | 20                    |                    |                    | Corea del Nord         | 16                     |

## Podi

### Lotta libera maschile
| Evento        | Oro                 | Argento                  | Bronzo                                   |
| fino a 57 kg  | Yang Kyong-Il       | Vladimer Khinchegashvili | Hassan Rahimi Uladzislau Andreyeu        |
| fino a 61 kg  | Haji Alyev          | Masoud Esmaeilpour       | Yowlys Bonne Enkhsaikhany Nyam-Ochir     |
| fino a 65 kg  | Soslan Ramonov      | Ahmad Mohammadi          | Mihai Sava Ganzorigiin Mandakhnaran      |
| fino a 70 kg  | Khetag Tsabolov     | Yakup Gör                | Bekzod Abdurakhmonov Ali Šabanaŭ         |
| fino a 74 kg  | Denis Tsargush      | Sosuke Takatani          | Jordan Burroughs Liván López             |
| fino a 86 kg  | Abdulrašid Sadulaev | Reineris Salas           | Selim Yaşar Mohammad Hossein Mohammadian |
| fino a 97 kg  | Abdusalam Gadisov   | Khetag Gazyumov          | Valeriy Andriytsev Şamil Erdoğan         |
| fino a 125 kg | Taha Akgül          | Komeil Ghasemi           | Khadzhimurat Gatsalov Tervel Dlagnev     |

### Lotta greco-romana
| Evento        | Oro               | Argento          | Bronzo                             |
| fino a 59 kg  | Hamid Sourian     | Mingiyan Semenov | Stig Andrè Berg Elmurat Tasmuradov |
| fino a 66 kg  | Davor Štefanek    | Omid Norouzi     | Tamás Lőrincz Edgaras Venckaitis   |
| fino a 71 kg  | Chingiz Labazanov | Yunus Özel       | Afshin Biabangard Rasul Chunayev   |
| fino a 75 kg  | Arsen Julfalakyan | Neven Žugaj      | Andy Bisek Elvin Mursaliyev        |
| fino a 80 kg  | Péter Bácsi       | Evgeny Saleev    | Selçuk Çebi Jim Pettersson         |
| fino a 85 kg  | Mélonin Noumonvi  | Saman Tahmasebi  | Zhan Beleniuk Viktor Lőrincz       |
| fino a 98 kg  | Artur Aleksanyan  | Oliver Hassler   | Ghasem Rezaei Cenk İldem           |
| fino a 130 kg | Mijaín López      | Rıza Kayaalp     | Heiki Nabi Biljal Machov           |

## Lotta libera femminile

### Lotta libera femminile
| Evento       | Oro                     | Argento          | Bronzo                                    |
| fino a 48 kg | Eri Tōsaka              | Iwona Matkowska  | Mariya Stadnyk Hyon Gyong Kim             |
| fino a 53 kg | Saori Yoshida           | Sofia Mattsson   | Jyong Myong-Suk Jillian Gallays           |
| fino a 55 kg | Chiho Hamada            | Irina Ologonova  | Helen Maroulis Iryna Khariv               |
| fino a 58 kg | Kaori Ichō              | Valeria Koblova  | Elif Jale Yeşilırmak Anastasiya Huchok    |
| fino a 60 kg | Sükheegiin Tserenchimed | Julija Ratkevič  | Natal'ja Gol'c Tajbe Jusein               |
| fino a 63 kg | Julija Tkač             | Elena Pirozhkova | Valeriia Lazinskaya Anastasija Grigorjeva |
| fino a 69 kg | Aline Focken            | Sara Doshō       | Laura Skujina Natalia Vorobieva           |
| fino a 75 kg | Adeline Gray            | Aline Ferreira   | Zhou Qian Ochirbatyn Burmaa               |